# 放課後の不適格者
『放課後の不適格者』（ほうかごのふてきかくしゃ）は、Nostalgic Chordより2014年5月30日に発売された18禁恋愛アドベンチャーゲームである。AKABEiSOFT2グループ内でCOSMIC CUTEの姉妹ブランドとして設立された「Nostalgic Chord」のデビュー作であり、友人たちを殺さなければならなくなる主人公の過酷な試練と戦いの物語を描いている。

## ストーリー
（出典：）
私立秋華学園3年の常磐イツカは、友人達に囲まれてごく平凡な生活を送っていた。しかしクラス全員で出場した合唱コンクールの帰り道で、謎の一団に遭遇して全員が改造操作を施され、時が来ると額に謎の文様が浮かび、異能が発現して身体が支配され殺人鬼となってしまうようになる。唯一異能が発現しても支配されなかったイツカは、クラスメイトが暴走する前に殺す役目を負うことになってしまい、心が壊れそうになりながら非情な日々を過ごしていく。
予約特典の『放課後の×××―らぶらぶえっちあぺんどでぃすく』を追加インストールすると、各ヒロインのHシーンが追加される。

## 登場人物
（出典：）

### 主人公
常磐 イツカ（ときわ いつか）
声 - 梅咲チャーリー
本作品の主人公。私立秋華学園3年A組。サッカー好きで以前はサッカー部のキャプテンを務めていた。真面目で責任感が強く、友人へも気配りする性格。朝顔・夕顔とは、十年ほど前に彼女たちが引っ越してきてから共に育った地元民で幼なじみ。
クラスメイトたちが次々と文様に支配されて殺人鬼となってしまう中で、一人だけ文様の支配を免れ、発現した異能を自分で制御できている。しかしそのために、クラスメイトたちに“死による救済”を与える役目になり、非情な毎日に参ってしまっている。

### ヒロイン
舞鶴 朝顔（まいづる あさがお）
声 - 大橋彩月
学園3年A組。活発な性格で運動が得意。以前は陸上部に所属していた。イツカとは実家が隣同士の幼なじみで、現在の学園寮でもイツカの部屋へ毎朝起こしに行っている。長い付き合いだがお互いに素直になれず、照れ隠しにケンカばかりの仲。双子の妹に夕顔がいるが自分とは性格が正反対で姉妹としてコンプレックスを抱いている。
本並 栞（ほんなみ しおり）
声 - 蒼原千佳
学園の教師で、担当は国語。イツカたち3年A組の担任。学生思いで優しく学園生から慕われているが、不器用で子どもっぽい所もあり、観た映画やドラマにすぐ影響されてしまう。地元の名家・本並家のお嬢様で、親が決めた婚約者がいる。
木霊 奏（こだま かなで）
声 - 水崎来夢
学園3年A組。真面目なしっかり者のクラス委員で、通称「委員長」。吹奏楽部所属で、学園に入ってからピアノを始め、自分には才能が無いと知りつつも、夕顔に教わりながら真面目に練習している。
末永 晴香（すえなが はるか）
声 - 有栖川みや美
学園3年A組。物語の冒頭で学園へ転入してくる。いつも上品で落ち着いて笑顔を絶やさず、誰とでも仲良くなれる。医者の父親の影響で看護師を目指しており、怪我の応急手当が得意。

### サブキャラクター
舞鶴 夕顔（まいづる ゆうがお）
声 - 松風はるひ
学園3年A組。朝顔の双子の妹。一卵性双子で顔はそっくりだが、姉と反対に控え目でおとなしく、運動が苦手。吹奏楽部の部員でピアノが好き。イツカとは朝顔と共に幼なじみだが、姉に遠慮して自分の気持ちを隠している。
石川 純（いしかわ じゅん）
声 - 吉村カートマン
学園3年A組。明るく社交的。元サッカー部のエースでイツカとは仲が良い。
前田 由佳（まえだ ゆか）
声 - 羽鳥いち
学園3年A組。イツカとは中学の頃からの友人で、一時はイツカに憧れていたが、朝顔・夕顔の双子がいることを知って身を引き、現在は純といい関係になっている。
神田 康介（かんだ こうすけ）
声 - 寺竹順
学園3年A組。イツカとは小学校からの付き合いの悪友。一見問題児で成績も悪いが根は真面目で優しい。彼女の理香には尻に敷かれている。
三枝 理香（さえぐさ りか）
声 - 月野きいろ
学園3年A組。明るく元気な性格。最近思い切って康介に告白して、現在は恋人の仲。
豊島 亮（とよしま りょう）
声 - 西端青
学園3年A組。いつも冷静で思慮深く、感情が顔に出ない。友人たちに適切なアドバイスを与える。
桑田 安奈（くわた あんな）
声 - 奏雨
学園3年A組。吹奏楽部の部員。根はいい子だが、きつく見える目付きと性格で、クラスでは孤立気味。

## 世界観・用語
（出典：）
秋華学園（しゅうかがくえん）
本作品の主舞台。全寮制の私立校。山の中腹にある広い敷地に施設が点在し、寮と校舎の間も数百メートルの距離がある。各クラスで合唱に取り組んで学内コンクールを行い、優勝クラスが地域のコンクールへ出場するのが伝統になっている。
文様
額に現れる幾何学模様。これが現れた人間は、その日の放課後になると各人によって異なる特殊能力が現れ、身体を支配されて周囲の人間を殺す怪物と化してしまう。ただしイツカだけは文様の能力に「不適格」だったため、身体を支配されず、自分の意志で異能を使うことができる。しかしその分発揮される能力は弱く、異能者との戦いでは苦戦している。

## 主題歌など
（出典：）
主題歌「鵺の森」
歌：福山芳樹 / 作詞：福山恭子 / 作・編曲：福山芳樹
メインテーマ「サナギ」
歌：福山芳樹 / 作詞：福山恭子 / 作・編曲：福山芳樹

## 制作スタッフ
（出典：）
- 企画・シナリオ：健速
- キャラクターデザイン・原画：三九呂
- 改造人間デザイン：フェザード・グラフィクス
- 背景：中村歩
- 音楽：森藤晶司
- プロデューサー：春山P

## 制作
企画・シナリオ担当の健速によれば、18禁PCゲームが「萌えゲー」に偏ってしまっている現状に一石を投じたい、今だからこそ出さなければいけない、と考え、ストーリーやテーマを重視した本作品を企画した。作品のテーマは「平和な日常」で、あえて「非日常」の世界を描くことで、欠けている「日常」を際立たせる手法を取っている。
本作は健速を中心に練りこまれていたことに加え、非常に細やかな演技が求められることから、早い段階で「難しい作品」になるだろうと感じていたと春山Pは有栖川のブログ記事の中で明かしている。晴香役に有栖川みや美を起用することは企画草案の段階から決まっていた。

## 批評
『BugBug』2014年7月号に本作のレビューが掲載されている。レビュアーのNOVは、2014年を代表するストーリーAVGとして本作を激賞している。主人公のイツカとともに謎の組織に攫われて肉体改造を施され、生き残ったクラスメイトは11人。彼らは時がくると額に紋章が浮かび、人を見境無く殺す怪物に変身してしまう。唯一、改造が不完全だった主人公が、変身した友人と戦って殺す役目を負っている。「この戦いがいかに苦しくてやるせないか」と、NOVはまず語る。初めに戦うことになる相手はイツカの幼なじみの夕顔であり、そのような過酷な設定は「イツカだけでなく僕の心も打ちのめした」と述べ、本作のシナリオは冒頭から強烈な訴求力を発揮すると評している。攻略ヒロインも最後は愛するイツカに殺される運命にある。そのためエッチシーンは感傷的になるが、彼女たちはその時間を最高のものにするため敢えて積極的に振る舞ってくれたとし、ヒロインの愛情がここまで伝わってきた作品は初めてかもしれないと述べている。その上で、およそハッピーエンドなど想像できない展開の末に、ライターの健速が用意した終幕には「笑顔と涙が同時に零れた」と述べている。